# 第53回国民体育大会
第53回国民体育大会（だい53かいこくみんたいいくたいかい）は、1998年10月24日から10月29日の間、神奈川県の横浜市と岩手県の盛岡市とその周辺で開催された国民体育大会である。47都道府県30,322人が参加。大会スローガンはおお汗 こ汗、大会マスコットはかなべえ。

## ハイライト
1月24日に、盛岡市で第53回国民体育大会冬季大会「いわて銀河国体」として開幕。冬季大会終了時点で、北海道が1位。
9月12日、相模原市の相模原市立総合水泳場で第53回国民体育大会夏季大会「かながわ・ゆめ国体」が開幕。神奈川フィルによるトランペット隊のファンファーレで開会。夏季大会終了時点で、東京都が1位。
10月24日、横浜国際総合競技場で秋季大会が開幕。国体開会式としては史上最高の5万人が見守った。高さ1,998cmの炬火台の点火は、史上初の8人で行われた。
大会は、柔道の井上康生の活躍、陸上ハンマー投げの室伏広治の当時の日本新記録が出るなど、話題を呼んだ。また、高校硬式野球では松坂大輔率いる地元の横浜高校が、明治神宮野球大会、センバツ、全国高校野球に続き、史上初のグランドスラムを達成。ボクシング少年フライ級では沖尚3年翁長吾央が選抜・インターハイに続き高校三冠王を達成。バスケットボール少年男子では地元出身の田臥勇太が秋田県（能工単体で参加）として高校通算8冠目（インターハイ3度・国体3度・ウィンターカップ2度）を獲得（その年のウィンターカップも制して9冠達成）。
また、11月7・8日には、第34回全国身体障害者スポーツ大会「かながわ・ゆめ大会」が行われた。

## 競技会場

### 夏季大会
正式競技
- 水泳 - 相模原市、横浜市・相模原市立総合水泳場、横浜国際プール
- 漕艇 - 相模湖町・県立相模湖漕艇場
- ヨット - 藤沢市、葉山町・湘南港ヨットハーバー、葉山港ヨットハーバー
- カヌー - 清川村、山北町・宮ヶ瀬湖カヌー場、山北特設カヌー場
- ボウリング - 川崎市・川崎グランドボウル

公開競技
- ゴルフ - 大磯町・レイクウッドゴルフクラブ

### 秋季大会
正式競技
- 陸上 - 横浜市・横浜国際総合競技場
- サッカー - 藤沢市、横浜市・県立体育センター陸上競技場、藤沢市秋葉台公園球技場、県立保土ケ谷公園サッカー場・ラグビー場、海の公園なぎさ広場、長浜公園多目的運動広場
- テニス - 川崎市、平塚市・川崎市等々力庭球場、川崎市富士見庭球場、平塚市立桃浜町庭球場、平塚市総合公園テニスコート
- ホッケー - 城山町、相模原市・原宿公園多目的運動広場、相模原北公園スポーツ広場
- ボクシング - 茅ヶ崎市・茅ヶ崎市総合体育館
- バレーボール - 藤沢市、相模原市、座間市、南足柄市・藤沢市秋葉台文化体育館、藤沢市秩父宮文化体育館、神奈川県立体育センター、相模原市立総合体育館、座間市立市民体育館、南足柄市体育センター
- 体操 - 横浜市・横浜アリーナ
- バスケットボール - 川崎市、横須賀市、小田原市、大井町・川崎市体育館、横須賀市西体育会館、横須賀市南体育会館、小田原アリーナ、大井町総合体育館
- レスリング - 逗子市、横浜市・逗子市立体育館、明治学院大学横浜校舎体育館
- ウエイトリフティング - 真鶴町・真鶴町立体育館、真鶴町立真鶴中学校体育館
- ハンドボール - 横浜市、川崎市・横浜文化体育館、平沼記念体育館、横浜市立大学総合体育館、神奈川大学体育館、川崎市とどろきアリーナ
- 自転車 - 平塚市、清川村・平塚競輪場、宮ヶ瀬湖周辺道路
- ソフトテニス - 厚木市、小田原市・厚木市営南毛利テニスコート、小田原テニスガーデン
- 卓球 - 平塚市、秦野市・平塚総合体育館、秦野市総合体育館
- 軟式野球 - 川崎市、横須賀市、藤沢市、茅ヶ崎市・川崎球場、川崎市等々力野球場、横須賀市追浜公園硬式野球場・第2野球場・第3野球場、藤沢市八部公園野球場、茅ヶ崎公園野球場
- 相撲 - 三浦市・三浦市総合体育館
- 馬術 - 津久井町・津久井馬術場
- 柔道 - 横須賀市・横須賀市総合体育会館
- ソフトボール - 厚木市、小田原市、伊勢原市、中井町・厚木市営及川球技場、上府中公園小田原球場・多目的広場、酒匂川スポーツ広場ソフトボール場、伊勢原球場、鈴川公園野球場、中井中央公園野球場
- フェンシング - 愛川町・愛川町第1号公園体育館
- バドミントン - 大和市・大和スポーツセンター体育会館
- 弓道 - 厚木市・厚木市荻野運動公園特設国体弓道場
- ライフル射撃 - 伊勢原市、横浜市・県立伊勢原射撃場ライフル射撃場、伊勢原市体育館、神奈川県警察本部射撃場
- 剣道 - 箱根町・箱根町総合体育館
- ラグビーフットボール - 横浜市、相模原市、海老名市・三ツ沢公園球技場・陸上競技場、相模原麻溝公園スポーツ広場、海老名運動公園陸上競技場
- 山岳 - 秦野市、藤野町・陣馬山周辺、県立秦野戸川公園周辺・山岳スポーツセンター
- 空手道 - 綾瀬市・綾瀬市民スポーツセンター
- 銃剣道 - 寒川町・寒川総合体育館
- アーチェリー - 湯河原町・湯河原町総合運動公園多目的広場
- なぎなた - 鎌倉市・鎌倉武道館

公開競技
- 高校野球 - 平塚市、横浜市、大和市・平塚球場、県立保土ヶ谷公園硬式野球場、大和引地台野球場
- スポーツ芸術 - 横浜市 他・横浜アリーナ、ランドマークプラザ、川崎アゼリア、神奈川県立近代美術館、神奈川県立歴史博物館、神奈川県民ホール、横浜市歴史博物館、川崎市市民ミュージアム、横須賀市自然博物館・人文博物館、よこすか芸術劇場、鎌倉芸術館 他

## 総合成績

### 天皇杯
- 優勝：神奈川県
- 準優勝：東京都
- 第3位：大阪府

### 皇后杯
- 優勝：神奈川県
- 準優勝：大阪府
- 第3位：愛知県

## 全国身体障害者スポーツ大会
国体終了後の11月7・8日には第34回全国身体障害者スポーツ大会が行われた。政令市である横浜市と川崎市を中心に開催された。

### 競技会場
- 陸上 - 横浜市・横浜国際総合競技場
- 水泳・バレーボール - 横浜市・横浜国際プール
- アーチェリー・グランドソフトボール - 横浜市・県立保土ケ谷公園
- 卓球・車椅子バスケットボール - 川崎市・川崎市とどろきアリーナ

## 主な式典音楽
- ファンファーレ関連、得賞歌（大島ミチル）
- 炬火賛歌「炬火点火・納火」（矢内和三）
- 記念マーチ「瞳輝くとき」（川上哲夫）

## 大会マスコット
大会マスコットは、カモメをイメージしたかなべえ。デザインは、公募により6社45点の作品の中からスタジオジブリの作品が選ばれた。
また、愛称「かなべえ」は、公募によって全国から3万6千件の中から選ばれた。